# مکان‌ها در هری پاتر
دنیای جادوگری شامل مکان‌های بی‌شماری برای وقایع رمان‌ها، فیلم‌ها و سایر رسانه‌های مجموعه هری پاتر و جانوران شگفت‌انگیز است.

## ایلورمورنی
مدرسه علوم و فنون جادوگری ایلورمورنی (به انگلیسی: Ilvermorny School of Witchcraft and Wizardy) ، یک مدرسه‌ای خیالی و داستانی در جهان داستانی هری پاتر است و توسطجی.کی.رولینگ نوشته شده‌است. این مدرسه گره خورده با داستان فیلم جانوران شگفت‌انگیز و زیستگاه آن‌ها می‌باشد. این مدرسه در قرن هفدهم، در آمریکای شمالی و بالاترین نقطه طبیعی ایالت آدمز، ماساچوست تأسیس شد. این مدرسه از دنیای غیرجادویی پنهان است و از نگاهمشنگها ابری به دور یک قله است. مدرسه ایلورمورنی نیز مثل هاگوارتز دارای چهار گروه است که دانش آموزان پس از ورود به مدرسه به آن‌ها طبفه بندی می‌شوند.

### مؤسس
ایلورمورنی توسط ایزولت سِیِر ، پس از مهاجرت او از ایرلند به آمریکای شمالی در سال ۱۶۲۰ساخته شد. ایلورمورنی نام کلبه‌ای بود که ایزولت در آن متولد شده بود. ایزولت از کودکی رویای حضور در هاگوارتز را داشت ، پس ایلورمورنی را هم طبق همان چیزهایی که از هاگوارتز شنیده بود بنا کرد. اولین دانش آموزان او فرزندانش چدویک و وبستر بوت بودند.

### گروه‌ها
ایلورمورنی به چهار گروه تقسیم شد: مرغ تندر ، وامپوس ، مار شاخدار و پاکوواجی. این اسامی توسط ایزولت و اعضای خانواده‌اش، بر اساس موجودات جادویی مورد علاقه و نوع رفتار هر یک انتخاب شد. چادویک که باهوش بود و در عین حال خلق و خویی تحریک پذیر داشت مرغ تندر را انتخاب کرد، برادرش وبستر که اهل جدل و شدیداً وفادار بود وامپوس را انتخاب کرد. برای خود ایزولت، بدون شک، این موجود مار شاخدار بود که به دیدن آن می‌رفت و احساس وابستگی عجیبی به آن داشت. و همسر مشنگ‌اش جیمز استوارت، پاکوواجی را انتخاب کرد. 

#### مرغ تندر
این پرندهٔ آمریکایی تا حد زیادی یادآور ققنوس است.

#### مار شاخدار
از نظر ایزولت جذابترین موجودی که دیده است، یک مار شاخدار رودخانه‌ای بود که گوهری بر پیشانی داشت و در نهری در آن نزدیکی زندگی می‌کرد.

#### پاکوواجی
موجودی کوتاه قد با صورتی خاکستری و گوشهای بزرگ که نسبت دوری نیز با جن‌های اروپا دارد. این موجود که به شدت خودکفا و حیله‌گر است و علاقه ی چندانی به انسان‌ها (چه جادوگر و چه مشنگ) ندارد، صاحب جادوی قدرتمند و منحصربه فردی است. پاکوواجی‌ها با تیرهایی سمی و کشنده شکار می‌کنند و از گول زدن انسان‌ها لذت می‌برند.

#### وامپوس
موجودی جادویی شبیه گربهٔ وحشی که سریع، قوی و تقریباً کشتن آن غیرممکن است.

## سکوی نه و سه چهارم
منزل خانواده دورسلی خیابان پریوت درایو، خانه شماره ۴. خانهٔ خانوادهٔ دورسلی که خاله و شوهر خالهٔ هری بودند
سکوی نه و سه چهارم نام مکانی است در مجموعه‌داستان هری پاتر نوشته‌شده توسط جوآن رولینگ.
این سکو یکی از سکوهای ایستگاه کینگزکراس (مرکز راه‌آهن لندن) و محلّی است که فقط جادوگرها قادر به دیدن آن هستند.
بر سکوی نهم ایستگاه کینگزکراس توسط جادوگران، طلسمی گذاشته شده است؛ بنابراین اگر جادوگری به آن سکو فشار وارد کند، از میان آن سکو عبور کرده، و به سکوی نه و سه چهارم می‌رسد، که محلّ حرکت قطار هاگوارتز اکسپرس است.

## زندان آزکابان
نام زندان جادوگران بدنام در دنیای هری پاتر نوشته جی کی رولینگ می‌باشد از زندانیان شناخته شده آنجا می‌توان به سیریوس بلک، بلاتریکس لستنرج، رودولف لسترنج و لوسیوس مالفوی اشاره کرد این زندان توسط دیوانه سازها (دیمنتورها) محافظت می‌شد و آنها قابلیت این را داشتند که همهٔ خاطرات خوش را از ذهن زندانیان بیرون بکشند و ترس و وحشت را جایگزین آن کنند طلسم پاترونوس، موثرترین و بهترین روش برای مقابله با یک دیمنتور است

## دورمسترانگ
اولین بار در هری پاتر و جام آتش با آن روبرو می‌شویم. قدمت این مدرسه به حداقل هفتصد سال قبل بر می‌گردد و آنها از آن زمان در مسابقات جام سه جادوگر شرکت کرده‌اند. دامبلدور دانش‌آموزان دورمسترانگ را با عبارت «دوستان شمالی» ما خوشامد می‌گوید. دانش‌آموزان دورمسترانگ رداهای خز کلفت به رنگ سرخ می‌پوشند. اسامی تمامی دانش‌آموزان دورمسترانگ روسی یا بلغاری است. دورمسترانگ به علت آموزش‌های بسیار در زمینهٔ جادوی سیاه شهرت دارد. درحالی‌که باقی مدرسه‌ها آموزش‌های خود را به دفاع در برابر جادوی سیاه محدود می‌کنند، دانش‌آموزان دورمسترانگ خود جادوهای سیاه را فرا می‌گیرند.